# Flamingueo
Flamingueo és una empresa d'Alacant especialitzada en vendre accesoris. Fou creada el 2016. Formava part del programa Campus de Lanzadera, el programa per a emprenedors de EDEM.
És una empresa que destaca per l'ús del marketing digital, aconseguint una difusió no forçada, orgànica. Els elements clau han sigut:
- La creació d'una aplicació mòbil amb èxit (40.000 usuaris en tres dies d'existència) que permetia calcular la nota dels comptes d'Instagram. L'aplicació era Score for Instagram.[3]
- Ús de Facebook Live on prometeren codis de descompte cada 300 reaccions
- Sortejos.
- L'ús de l'humor.

Fou creada per Emilio Peña, Pablo Niñoles i Jacinto Fleta. El 2016 tingué una explosió de vendes de flotadors gegants en forma de flamencs aprofitant la moda posada als Estats Units per Taylor Swift. Centraren l'estratègia a través dels serveis de xarxes socials. Per al Nadal del 2016 van vendre mantes en forma de cua de peix, similar a les sirenes. Aquesta manta va tindre difusió per Instagram. Desenvoluparen un programa per a detectar tendències a Instagram.